# I Got the Feelin'
"I Got the Feelin'" é uma canção funk de James Brown. Lançada como single em 1968, alcançou o número 1 da parada R&B e número 6 da parada pop. Também está presente no álbum de 1968 I Got the Feelin'.
The Jackson 5 fez o teste para o fundador da Motown Records, Berry Gordy, em 1968 com uma apresentação filmada de "I Got the Feelin'", com  Michael Jackson, ainda com 10 anos, imitando o estilo vocal de Brown e movimentos de dança.
Em 1986, a canção fez parte do episódio da terceira temporada de The Cosby Show, "Golden Anniversary", com a maioria do elenco dublando a música, liderados pelo ator de 16 anos Malcolm-Jamal Warner.
Uma versão da canção é apresentada no musical Fela!. Também aparece no filme Dead Presidents.

## Músicos
- James Brown — vocais

com a James Brown Orchestra:
- Waymon Reed - trompete
- Joe Dupars — trompete
- Levi Rasbury — trombone
- Alfred "Pee Wee" Ellis — saxofone alto
- Maceo Parker — saxofone tenor
- St. Clair Pinckney — saxofone barítono
- Jimmy Nolen — guitarra
- Alphonso "Country" Kellum — guitarra
- Bernard Odum — baixo
- Clyde Stubblefield — bateria[5]